# ベンジャミン・ハリソン (5世)
ベンジャミン・ハリソン（Benjamin Harrison, 1726年4月5日 - 1791年4月24日）は、バージニア植民地の農園主、アメリカ合衆国の政治家。
1726年、ハリソンはバージニア植民地チャールズシティ郡のバークレイ農園で生まれた。ハリソンはウィリアム・アンド・メアリー大学で学んだが、大学役員との対立により卒業前に退学した。
ハリソンは1756年から1758年までサリー郡から植民地議会の代議員に選出され、1766年から1776年までチャールズシティ郡から植民地議会の代議員に選出された。1774年から1777年まではバージニア植民地代表として大陸会議に参加し、アメリカ独立宣言に署名を行った。1781年から1784年まではバージニア州知事を務めた。
ハリソンは生涯の大部分をバークレイ農園で過ごした。1791年にハリソンが死去すると、ハリソンの遺体はバークレイ農園の敷地内に埋葬された。

## 名誉
ウェストバージニア州ハリソン郡は、州知事としてのハリソンの功績を称えて、1784年の設立時のハリソンにちなんで名づけられた。

## 家族
- 父: ベンジャミン・ハリソン4世 (Benjamin Harrison, 1704年 - 1745年)
- 母: アン・カーター (Anne Carter, 1702年 - 1743年)
- 妻: エリザベス・バセット (Elizabeth Bassett, 1730年 - 1792年)
  - 結婚: 1748年
- 子供
  - エリザベス・ハリソン (Elizabeth Harrison, 1751年 - ?)
  - アン・ハリソン (Anna Harrison, 1753年 - 1821年)
  - ルーシー・ハリソン (Lucy Harrison, 1754年 - 1784年)
  - ベンジャミン・ハリソン6世 (Benjamin Harrison, 1755年 - 1799年)
  - カーター・バセット・ハリソン (Carter Bassett Harrison, 1756年 - 1808年)
  - サラ・ハリソン (Sarah Harrison, 1767年 - ?)
  - ウィリアム・ヘンリー・ハリソン (William Henry Harrison, 1773年 - 1841年)
    - ウィリアムの孫、即ち彼の曾孫が第23代アメリカ合衆国大統領ベンジャミン・ハリソンである。